# Mauzé-sur-le-Mignon
Mauzé-sur-le-Mignon is een gemeente in het Franse departement Deux-Sèvres in de regio Nouvelle-Aquitaine en telt 2385 inwoners (1999). De plaats maakt deel uit van het arrondissement Niort.

## Geografie
De oppervlakte van Mauzé-sur-le-Mignon bedraagt 23,5 km², de bevolkingsdichtheid is 101,5 inwoners per km².
De onderstaande kaart toont de ligging van Mauzé-sur-le-Mignon met de belangrijkste infrastructuur en aangrenzende gemeenten.

## Verkeer en vervoer
In de gemeente ligt de spoorweghalte Mauzé.

## Demografie
Onderstaande figuur toont het verloop van het inwonertal (bron: INSEE-tellingen).